# Gouvernance de la Formule 1
La gouvernance de la Formule 1 est assurée par la Fédération internationale de l'automobile. Depuis les accords de la Concorde signés en 2013 et valables jusqu’en 2020, cette dernière délègue les droits commerciaux à la Formula One Management

## Conseil mondial du sport automobile
Le Conseil mondial du sport automobile gère toutes les disciplines sportives de la fédération. Il est composé du président de la FIA, d'un président-délégué pour le sport, de sept vice-présidents pour le sport et de 18 membres. Selon ces statuts sont membres, de droit, du Conseil Mondial du Sport Automobile, le Président de la Commission Internationale de Karting, le Président de la Commission des Constructeurs de la FIA, le Président de la Commission des Pilotes et soit un représentant des Constructeurs de Formule Un, soit le Président de l'Association des Constructeurs de Formule Un nommé par le Conseil Mondial du Sport Automobile.

## Commission Formule 1
La Commission Formule 1 est une des commissions qui dépend du Conseil mondial du sport automobile. Selon l'article 22 des statuts de la FIA ses membres (qui doivent avoir moins de 75 ans) sont élus chaque année par l’Assemblée générale de la FIA sur proposition du Conseil mondial du Sport automobile.

## Groupe Stratégie de la Formule 1
Le Groupe Stratégie de la Formule 1 réunit les écuries de pointe de la saison précédente, la FIA et la FOM. Il a pour mission de proposer à la Commission Formule 1 les modifications de règlements sportifs et techniques. Il est souvent critiqué.

## Groupe des motoristes de la Formule 1
Cette entité, informelle, réunit pour 2016 Ferrari, Honda, Mercedes et Renault. Elle est consultée par le Groupe Stratégie et par la Commission Formule 1 sur la règlementation concernant les moteurs et sur les coûts proposés aux écuries clientes.

## Grand Prix Drivers' Association
La Grand Prix Drivers' Association (GPDA) n'est pas une instance de gouvernance de la Formule 1 mais a néanmoins exprimé à plusieurs reprises son avis sur la sécurité des pilotes et sur la réglementation,.

## Commission européenne et gouvernance de la Formule 1
Les écuries Force India et Sauber ont déposé, en septembre 2015, une plainte contre l'« injustice du système de distribution des revenus de la FOM». Cette plainte fait l'objet de travaux d’étude de la part de la Commission européenne et du Parlement européen,,.